# 女相撲
女相撲（おんなずもう）とは、女の取り組みによる相撲を見せることを目的とする興行である。なお、この興行としての女相撲と日本各地に残る民俗ないし神事としての女相撲との間に直接の関係はない。

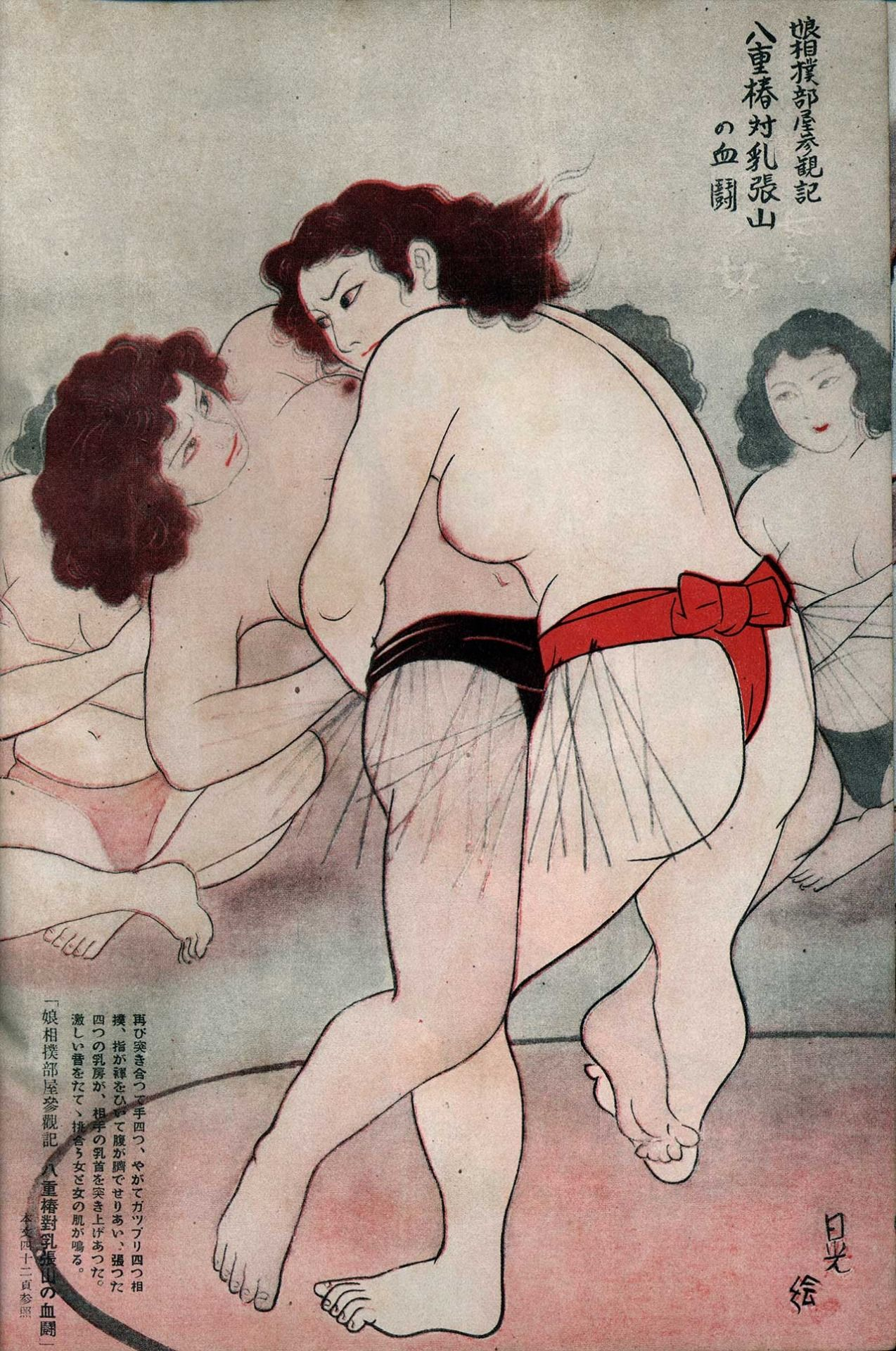
女相撲

## 概略
日本史上は雄略天皇13年に木工にして墨縄職人の猪名部真根の言葉に対し、雄略天皇が采女を呼び集めて服を脱いで褌にさせ相撲を取らせたことが最初の記録になる。　
一般には江戸中期の18世紀中ごろから流行した。当初女同士の取り組み で興行したが、美人が少なく飽きられたため、男の盲人との取り組みを始めて評判になった。大関・関脇などのシステムは男の相撲に準じており、四股名には「姥が里」「色気取」「玉の越（玉の輿の洒落）」「乳が張」「腹櫓（はらやぐら）」などの珍名がみられる。
明治5年には、男女の取り組み・女力士の裸体が禁止されたため、シャツや水着が使われることもあった（それまで男同様全裸にまわしなど、少なくとも上半身は裸だった）。明治中期以降現れた複数の女相撲の一座には全国興行を行う興行団もあったという。その後昭和30年代後半まで九州に女相撲の興行団が残っていたらしい。また第二次世界大戦後に生まれた「女子プロレス」はこれら女相撲と同系統のものだという。

## 歴史
江戸時代中期、江戸両国で女性力士と座頭相撲の座頭力士（つまり男の盲人）とを取り組ませたとされ、延享2年（1745年）の『流行記』延享二年落首柳営役人評判謎には「一、曲淵越前守を見て女の角力ぢやといふ、その心は両国ではほめれど、一円力がない」との記述がある。
大坂でも明和6年（1769年）に女相撲興行が始められ、『世間化物気質』に「力業を習ひし女郎も、同じ大坂難波新地に女子の角力興行の関に抱へられ、坂額といふ関取、三十日百五十両にて、先銀取れば」とあり、その人気が窺える。また『孝行娘袖日記』明和7年（1770年）版には、「とても、かやうな儀は上方でなければ宜しうござりやせぬ。御聞及びの通り、近年女の相撲などさへ出来ましたる花の都」とある。
女性と盲人との相撲が江戸で評判となり、安永年間（1772年 - 1781年）から寛政年間（1789年 - 1801年）にかけて女相撲に取材した黄表紙、滑稽本が流行した。寛政年間には、羊と相撲をとらせる女相撲もおこなわれた。
しかし、安永の頃から女相撲の好色なひいきが申し合わせて興行人・世話人に金銭を与え、衆人環視の中で男女力士に醜態を演じさせることが再三あったため、寺社奉行から相撲小屋の取り払いを命じられることになった。
のち文政9年（1826年）に至り、両国で女性と盲人との相撲が復活した。他方女同士の相撲の興行については、興行者にも企図する者があったものの、その後の禁止で復活を果たせず、結局嘉永元年（1848年）に至り、名古屋上り女相撲の一団が大坂難波新地にて興行を復活させることになった。このときそれまで女力士が島田、丸髷姿であったものを男髷に改めた。この興行は『大津絵節』に「難波新地の溝の川、力女の花競べ、数々の盛んの人気、取結びたる名古屋帯、尾張の国から上り来て、お目見え芸の甚句節、打揃ひつつ拍子やう、姿なまめく手踊に引替へて、力争ふ勢ひの烈しさと優しさは、裏と表の四十八手」とうたわれるほどの人気となり、華美なまわしのしめこみと美声の甚句節手踊りが観客のこころをとらえ、幕末の興行界で異彩をはなった。
明治5年（1872年）3月、男女相撲見物の再差止により消滅傾向にあったが、明治中頃興行界に復活した。興行団一団は30人ほどで地方巡業にも出た。女性力士の多くは14、5歳から25歳くらいの女性で、全裸ではなく薄い肉襦袢を着込んで猿股を穿いていた。
これは挌技を競うというよりもむしろ余興の舞踊、力業曲芸を主としており、演目は、お目見えかっぽれ、相撲甚句、締め込み姿で派手などてらをうちかけてずらりと並び囃子方に合わせて力足を踏みしめ、いちゃな節 という俗謡を踊る舞踊、また源太郎、どじょうすくい、その他流行の小唄節、流行踊りのほか、腹の上での餅つき、七人娘曲芸などであった。

## 映像化作品
映画
- 菊とギロチン（2018年7月公開）1920年代の女相撲の興行団を題材にした日本映画。

テレビドラマ
- 女相撲（脚本：早坂暁 1991年 テレパック／TBS）
四国の風早町に花緑親方率いる女相撲の一行がやってきた。海外巡業をしたこともある実力者揃いの一行だったが、時節がら今回の興行をもって解散することになっていた。女相撲はやがて千秋楽を迎え、故郷のある力士たちは帰って行ったが、町に残る者もあった。次の年の12月、日本は真珠湾攻撃を行い、アメリカと戦闘を開始した。平和な町にも、戦争の足音が忍び寄ってくる・・・。1992年放送文化基金賞本賞、1992年テレビジョンATP賞優秀賞。花緑親方役の木の実ナナは第18回放送文化基金賞演技賞を受賞。
- タイムスクープハンター（2012年 NHK総合） 第4期第3話「女相撲じんせい土俵際」